# Kazagići (Novo Goražde)
Pour les articles homonymes, voir Kazagići.
Kazagići (en serbe cyrillique : Казагићи) est un village de Bosnie-Herzégovine. Il est situé dans la municipalité de Novo Goražde et dans la république serbe de Bosnie. Selon les premiers résultats du recensement bosnien de 2013, il ne compte plus aucun habitant.
Avant la guerre de Bosnie-Herzégovine, le village faisait entièrement partie de la municipalité de Goražde ; après la guerre, une portion de son territoire a été rattachée à la municipalité de Novo Goražde, intégrée à la république serbe de Bosnie.

## Géographie
Kazagići est situé sur la rive droite de la Drina.

## Démographie

### Répartition de la population par nationalités (1991)
En 1991, le village comptait 230 habitants, répartis de la manière suivante :